# Carlo Cesare Malvasia

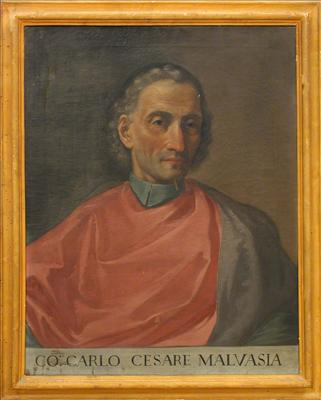
Carlo Cesare Malvasia

Carlo Cesare Malvasia (* 18. Dezember 1616 in Bologna; † 9. März 1693 ebenda) war ein italienischer Gelehrter und Historiker, bekannt für Malerbiographien.
Malvasia stammte aus adliger Familie (er hatte einen Grafentitel). In seiner Jugend erhielt er Malunterricht, dichtete und war 1639 in Rom. Er studierte Jura, was er auch in Bologna lehrte, und danach Theologie mit dem Abschluss 1653. Ab 1662 war er Kanonikus an der Kathedrale von Bologna.
Er schrieb ein Buch über die Maler von Bologna des Barock, die er in seiner Zeit als führend sah (besonders Guido Reni) wie in der Renaissance die Florentiner Maler, deren Biographien Giorgio Vasari schrieb. Er war auch Kunstsammler und Händler (z. B. Bologneser Gemälde für den französischen König Ludwig XIV.) und schrieb 1690 einen Kunstführer für Bologna und 1683 über die Aelia Laelia Crispis.

## Schriften
- Felsina pittrice, vite de’ pittori bolognesi, Bologna 1678
- Marmora Felsinea, Bologna 1690
- Aelia Laelia Crispis non nata resurgens in expositione legali, Bologna  1683
- Le pitture di Bologna, Bologna 1686
- Pantheon in Pindo, Bologna 1691
- Il claustro di S. Michele in Bosco, Bologna 1694
- L. Marzocchi (Herausgeber): Scritti originali del conte Carlo Cesare Malvasia spettanti alla sua Felsina pittrice, Bologna 1983